# Zoran Janković
Zoran Janković (Zenica, 8 de enero de 1940-Belgrado, 25 de mayo de 2002) fue un jugador yugoslavo de waterpolo.

## Biografía
Comenzó siendo nadador. Empezó a jugar a waterpolo en Zagreb, a la edad de 21 años. Se mudó a Belgrado y pasó a integrarse dentro del equipo del Partizán.
Compitió durante una década en el equipo nacional de Yugoslavia, en un total de 221 partidos y consiguiendo 259 goles
En 1964, tras haber ganado la medalla de plata en los juegos olímpicos de Tokio, fue nombrado deportista destadado de Yugoslavia.

## Clubs
- VK Partizan ( Yugoslavia)

## Títulos
Como jugador de club
- 6 Títulos de la liga nacional yugoslava
- 4 copas de Yugoslavia
- 4 Copas de Europa

Como jugador de waterpolo de la selección de Hungría
- Bronce en el campeonato europeo de waterpolo de Barcelona 1970
- Plata en los juegos olímpicos de México 1968
- Bronce en el campeonato europeo de waterpolo de 1967
- Oro en los juegos olímpicos de Tokio 1964
- Plata en los juegos del mediterráneo de 1963
- Oro en los juegos del mediterráneo de 1961
- Plata en la Jadran Cup de 1971
- Plata en la Copa Tungsram de 1972